# Rode dophei
Rode dophei of grauwe dophei (Erica cinerea) is een soort uit het geslacht dophei (Erica).

## Determinatie
Rode dophei is een ericoïde dwergstruik die een maximale hoogte bereikt van 60 cm. De 3–6 mm lange bladeren zijn lijnvormig en in kransen geplaatst. De plant bloeit van juli tot in september. De bloemen zijn klok- of urnvormig, worden 5–6 mm lang en zijn donkerroze of purperkleurig. De bloemen groeien in tros. Na de bloei vormen zich veelzadige doosvruchten.

## Ecologie
De plant komt vooral voor in dwergstruwelen op droge, zure, oligotrofe zandgronden. Landduinen zijn ideale biotopen, al wordt de plant soms ook in open bossen en in rotsvegetatie aangetroffen.

## Verspreiding
Het natuurlijke verspreidingsgebied van rode dophei strekt zich uit over West-Europa. Vooral in Engeland en Ierland, Frankrijk, Spanje en in het zuiden van Noorwegen is de plant sterk vertegenwoordigd.
In Nederland komt rode dophei maar op enkele plaatsen voor. Ook in België is de plant zeldzaam, ze komt enkel voor in de Limburgse Kempen en in het Houtland rond Brugge, zoals in het Rode dopheidereservaat, Domein Zevenkerken en Beisbroek. In 't Veld in de gemeente Ardooie is recent een kleine populatie uit de zaadbank opgedoken. In Vlaanderen is de soort wettelijk beschermd als Rode Lijstsoort.